# Бершаковское сельское поселение
Бершако́вское се́льское поселе́ние — упразднённое муниципальное образование в Шебекинском районе Белгородской области.
Административный центр — село Бершаково.
19 апреля 2018 года упразднено при преобразовании Шебекинского района в Шебекинский городской округ.

## История
Бершаковское сельское поселение образовано 20 декабря 2004 года в соответствии с Законом Белгородской области № 159.

## Население
| 2010  | 2011  | 2012  | 2013  | 2014  | 2015  | 2016  |
| ----- | ----- | ----- | ----- | ----- | ----- | ----- |
| 2256  | ↗2257 | ↘2237 | ↘2210 | ↘2158 | ↘2126 | ↘2103 |
| 2017  | 2018  |       |       |       |       |       |
| ↘2078 | ↘2045 |       |       |       |       |       |

## Состав сельского поселения
| № | Населённый пункт | Тип населённого пункта       | Население |
| - | ---------------- | ---------------------------- | --------- |
| 1 | Александровка    | село                         | ↗379      |
| 2 | Бершаково        | село, административный центр | ↗546      |
| 3 | Бессараб         | хутор                        | ↘2        |
| 4 | Борисовка        | село                         | ↘132      |
| 5 | Булановка        | село                         | ↘673      |
| 6 | Дубовенька       | хутор                        | ↘14       |
| 7 | Поповка          | село                         | ↗510      |